# Flawless (Go to the City)
«Flawless (Go to the City)» es una canción coescrita e interpretada por George Michael y publicado por Sony BMG Records en 2004. Se muestra "Flawless", originalmente grabada por la banda de música electrónica The Ones. La canción fue tomada del álbum dance-pop de Michael Patience como el cuarto de seis sencillos en ser extraídos del álbum.
El sencillo tuvo un buen resultado en las listas alcanzando el puesto n.º 8 en la UK Singles Chart. Se convirtió en un enorme éxito bailable, especialmente en los Estados Unidos, alcanzando el puesto n.º 1 en el Billboard Hot Dance Club Play y se convirtió en el último sencillo número uno de Michael en la lista Hot Dance Club Play.

## Vídeo musical
El vídeo comienza con un hombre solo en su habitación de hotel, poco después de una ducha. A medida que el ocupante se refresca y se viste, y como la canción acumula su ritmo de baile principal, varias personas de diversos grupos étnicos también entran en la sala. Los bailarines empiezan a desnudarse y volver a vestirse, todo como si acabaran de salir de la ducha, o venir a casa del trabajo. George Michael aparece en el centro de la sala, cantando mientras está sentado en la cama. La cámara se aleja para mostrar la suite del hotel llena cuando todo el elenco realiza una breve secuencia de baile sincronizado. Después de este intercambio, un empleado del hotel viene por la puerta con servicio de habitación como el ocupante aun con el mismo vestido. La danza de los empleados se muestra brevemente como el ocupante se aleja para tomar una pluma y firmar por la comida. Cuando la canción se desvanece, los bailarines desalojan el cuarto cuando el ocupante se sienta a cenar frente al televisor, con George Michael apagando las luces y sale del último cuarto.
Como no hay una interacción entre el ocupante, George Michael y cualquiera de los otros bailarines, se puede especular que todos ellos estaban en su imaginación, y que la única interacción que se puede ver es entre el hombre y el empleado del hotel.
El vídeo completo se hizo y se tomó en 4 minutos.

## Cultura popular
DarkSideIncorporated (Shadyvox y xthedarkone) utilizan la canción en su serie abreviada "Yu-Gi-Oh! GX" como un chiste para cada vez que alguien dice la palabra "flawless".

## Listado de canciones

### The Mixes - CD-Maxi SME 675 034 2 28/06/2004
1. «Flawless (Go to the City)» (álbum versión) – 6:51
2. «Flawless (Go to the City)» (Jack N Rory Vocal Mix) – 6:44
3. «Flawless (Go to the City)» (Shapeshifters Remix) – 7:06
4. «Flawless (Go to the City)» (Boxer Mix) – 5:56
5. «Flawless (Go to the City)» (The Sharp Boys Hot Fridge Vocal Mix) – 8:03

### CD single Sony 6750341000 /EAN509976750341628/06/2004
1. «Flawless (Go to the City)» (radio edit)
2. «Please Send Me Someone» (Anselmo's Song) (alternative version)

## Lista de posiciones
| Lista (2004)                       | Mejor posición |
| ---------------------------------- | -------------- |
| Australia ARIA Singles Chart       | 26             |
| Canadian Hot 100                   | 21             |
| Indian Singles Chart               | 1              |
| Italian Singles Chart              | 7              |
| UK Singles Chart                   | 8              |
| U.S. Billboard Hot Dance Club Play | 1              |